# تغذية راجعة (تعليم)
التغذية الراجعة (التغذية المرتدة، أو ردود الفعل التصحيحية- Corrective feedback) في الميدان التعليمي تهدف إلى إخبار المتعلم بنتائج ردوده وآلية تصحيح أخطائه. فهي تساهم في تعديل السلوك عند المتعلم من خلال تقويم نتائجه. وللتغذية الراجعة دور بالغ الأهمية في عملية التعلم الذاتي، فهي تؤدي إلى تسهيل عملية التعلم؛ وتساهم في زيادة الكفاءة العلمية التعليمية ورفع جودة التعلم وتحسين الإنتاج كما ونوعا وسرعة.

## التعريفات
للتغذية الراجعة عدة تعريفات حسب النظرة إليها:
- التغذية الراجعة كونها معلومات: إن التغذية الراجعة هي مجموعة معلومات يتلقاها الفرد عن أدائه ونتائجه بحيث توضح له الأخطاء التي وقع فيها ومقدار تقدمه ومقدار ما تعلمه ومدى ملاءمة أدائه للهدف الذي ينبغي الوصول إليه.
- التغذية الراجعة كونها صورة للتفاعل: التغذية الراجعة تفاعل بين المثيرات والاستجابات أي بين التوجيهات المتعلقة بالأداء والأداء الذي يقوم به المتعلم، وهذا التفاعل يؤدي إلى إعادة توجيه المتعلم نحو أدائه لتحقيق الأهداف المرجوة.
- التغذية الراجعة كونها صورة تقويم: التغذية الراجعة من خلال الوظيفة التقويمية التي تؤديها، تقوم السلوك عند المتعلم مما يساعد على تعديل الخطأ الذي وقع فيه.

تلك التعريفات السابقة وفق التصنيفات المختلفة توصلنا إلى أن التغذية الراجعة تزود المتعلم بمعلومات عن أدائه وتؤدي إلى إعادة توجيهه مما يؤدي إلى تقويم السلوك والحكم عليه .

## الأهمية
يمكن تصنيف بإيجاز أهمية التغذية الراجعة كالتالي:
- الإخبار: إعلام المتعلم بنتائج استجابته من حيث الصحة والخطأ، فيصحح المتعلم خطأه.
- التعزيز: إعلام المتعلم بنتائج استجابته الصحيحة، فتقوي ثقته بنفسه.
- الدافع: إعلام المتعلم بنتائج استجابته الصحيحة، فتحفزه إلى زيادة جهده وسرعة تعلمه.
- التقييم: إعلام المتعلم بنتائج استجابته، فيقيم سلوكه وأداءه.
- للتّغذية الرّاجعة علاقة وثيقة بموضوعات التلاؤُم، والتكيُّف، والتّعليم والتعلُّم، والاتّصال، وغيرها من النّشاطات المُوجَّهة بشكل ذاتيّ. تُعدّ سرّ الحياة، وسرّ الانتظام العامّ فيها. تُعدّ من أهمّ العوامل المُؤثّرة في عمليّة التعليم؛ فهي تسمح للمُتعلِّم أن يُدخِل التّعليمات اللازمة للاستجابة، وتصبح هذه الاستجابة أفضل بفضل التّغذية الرّاجعة، كما تُصحِّح الأخطاء، وتُوضّح المفاهيم غير الواضحة. تزيد ثقة المُتعلِّم بصحّة نتائج تعلُّمه، كما تُوحِّد جوانب العمليّة التعليميّة وتجعلها أكثر عُمقاً.

ومع ذلك، فإن التغذية الراجعة لا تعمل تلقائيًا على تحسين تعلم الطلاب. من المهم أن نفهم كيف يدرك الطلاب ذلك وكيف يقومون بتحويل المعلومات التي حصلوا عليها للعمل.

## مثال
| تأكيد   | إجابتك صحيحة. |
| تصحيح   | إجابتك خاطئة. الإجابة الصحيحة هي النحاس                                                                                             |
| شرح     | إجابتك خاطئة. لأن الخشب هو على العكس عازل للكهرباء. الناقل الجيد هو النحاس.                                                         |
| فحص     | إجابتك خاطئة. لأن الخشب كغيره من غيره من المنتجات الطبيعية غير المعدنية لا ينقل الكهرباء. في حين أن النحاس هو من أجود المعادن نقلا. |
| استطراد | إجابتك صحيحة. النحاس من أفضل النواقل للكهرباء. تركيبته الفيزيائية ووفرته تجعل منه الناقل الأكثر طلبا.                               |

(من كتاب فليمنج وليفي بتصرف.)

## التصنيف
يمكن تصنيف التغذية الراجعة كالتالي:
- التغذية الراجعة الساكنة والديناميكية
- مصدر التغذية الراجعة
  - الداخلي
  - الخارجي
  - عن طريق التلميذ
  - عن طريق المدرس
- شكل التغذية الراجعة (الوسيط المستخدم في التعبير)
  - اللفظية والشفوية
  - رمزية
  - محسوسة
  - مكتوبة
- توقيت التغذية الراجعة
  - متزامنة أو فورية
  - مرجأة أو ختامية
- نوعي متلقي التغذية الراجعة
  - فرد
  - الجماعة
- حجم التغذية الراجعة
  - الكلية
  - الجزئية

## الفرق بين التغذية الراجعة والتعزيز
يخلط البعض بين التغذية الراجعة والتعزيز: وهنا لابد من بيان عدد من الفروق بينهما، التغذية الراجعة أدَقُّ من التعزيز، وفي التغذية الراجعة تراكم معرفي أما في التعزيز فهو تراكم وجداني، التعزيز هو نتيجة مترتبة على الأداء أما التغذية الراجعة فهي معلومات متعلقة بالأداء.